# Vanilla Ninja
Vanilla Ninja (с англ. — «Ванильный ниндзя») — эстонская музыкальная группа из четырёх участниц. Группа представляла Швейцарию на конкурсе песни «Евровидение-2005».

## История

### Формирование группы, Евровидение и дебютный альбом
Группа Vanilla Ninja была создана летом 2002 года одним музыкальным продюсером Свеном Лыхмусом. Первой участницей группы стала Маарья Киви. Её пригласил в группу руководитель звукозаписывающей фирмы Top Ten Пееп Веэдла, заметив её на национальном отборе к конкурсу «Евровидение» (Eurolaul 2002), где она заняла 7 место с композицией «A Dream». Аналогичная история приключилась и с Ленной Куурмаа — во время участия в конкурсе Fizz Superstar она также была замечена Лыхмусом. Именно таким был первоначальный состав группы.
Вскоре группу пополнили Катрин Сиска и Пирет Ярвис, которых также привёл в группу Лыхмус. Впервые будущие участницы группы встретились в студии на улице Vati. Хотя в группе пели все четыре девушки, основной вокалисткой в то время была Маарья Киви.
Маарья Киви и Ленна Куурмаа были подругами с детства и учились в одной гимназии, Пирет Ярвис и Катрин Сиска также были знакомы друг с другом задолго до создания группы.
В 2003 году группа принимала участие в отборе эстонского Евровидения Eurolaul 2003 с песней «Club Kung Fu». Эта песня заняла первое место в телефонных опросах, но в отличие от большинства стран в Эстонии представитель страны на Конкурсе Евровидение избирается жюри, а не телефонным голосованием. В состав жюри входили такие фигуры, как Майкл Болл, и мнение жюри не совпало с мнением голосовавших, поэтому девушки не попали даже в первую десятку.
Тем не менее популярность этой песни способствовала успеху дебютного альбома группы — Vanilla Ninja, который вышел в мае 2003 года. В альбом вошла версия песни «Club Kung Fu», а также 13 новых композиций как на английском, так и на эстонском языке. Альбом быстро завоевал признание эстонской публики — продажи превысили 300 тысяч экземпляров при численности населения Эстонии 1,4 млн жителей. С таким успехом Vanilla Ninja стали настоящими национальными звёздами в Эстонии. После прорыва в эстонских чартах также был успех в «холодильнике» — специально для четырёх вокалисток выпустили новую марку мороженого, получившую название «Vanilla Ninja»

### Успех в Европе
Немецкий продюсер Давид Брандес решил раскрутить группу в Европе. В ноябре 2003 года альбом Vanilla Ninja появился в немецких чартах. Дебютный сингл Tough Enough положил начало успеху группы в Германии, Швейцарии и Австрии.
Вскоре солистка Маарья Киви покинула группу из-за беременности, однако затем вернулась на сцену в качестве сольной исполнительницы.
После ухода Киви в группу пришла Трийну Кивилаан, которая быстро вписалась в неё. В этом составе в 2004 году Vanilla Ninja выпустили второй альбом Traces Of Sadness. Этот альбом группы стал Золотым диском в Германии.
В 2005 году Vanilla Ninja представляли Швейцарию на конкурсе Евровидение, вышли в финал и заняли там 8-е место с 114 баллами. Эстонию на этом конкурсе представляла группа Suntribe, продюсером которой был всё тот же Свен Лыхмус.
Затем вышел альбом Blue tatoo, часть песен которого представляет собой некоторое подобие готического рока.
Вскоре Трийну также ушла из группы. Но это не помешало группе весной 2006 года выпустить четвёртый альбом — Love is war.

### Возвращение в Эстонию и конфликт с руководством
В конце 2007 года группа вернулась в Эстонию. Сразу же по возвращении появились проблемы с новым владельцем лейбла. Topten, назвав проект убыточным, отказался от дальнейшего сотрудничества, а новый владелец лейбла заявил о разрыве контактов с участницами группы и о новом наборе в группу из-за нестихающей популярности группы как бренда. На данный[какой?] момент конфликт не исчерпан и не разрешён. В 2008 году группе предлагали турне по Америке, но из-за конфликта оно не состоялось.

### Долгий перерыв
После 2008—2009 годов группа фактически приостановила творческую активность, а её участницы занялись сольными проектами, а также карьерой в других сферах — кино, политика и др. В январе 2010 года Пирет Ярвис получила должность советника по связям с общественностью в Минэкономики Эстонии. А годом ранее Катрин Сиска устроилась в мэрию Таллина в качестве референта и вступила в Центристскую партию.
Тем не менее официально о распаде группы не объявлялось.

### Воссоздание группы
27 ноября 2020 года Катрин Сиска сообщила на своей странице в сети Facebook о предстоящем выпуске нового альбома после почти 14-летнего перерыва, а также о возвращении в коллектив Трийну Кивилаан, которая была басисткой группы в 2004—2005 годах. В этот же день официальный канал  Bros Music GmbH выложил трейлер предстоящего возвращения Vanilla Ninja в 2021 году.
с 18 июня 2021 года вышел первый сингл с нового альбома Gotta get it right, 15 июля второй сингл - No regrets, 20 августа - The reason is you, 25 сентября  - Incredible .
17 сентября 2021 года состоялось первое за долгое время выступление группы на телевидении на Эстонской премии кино и телевидения Estonian Film and Television Awards (EFTA)  с хитами Tough Enough и Cool Vibes , а также недавно вышедшей The Reason Is You.
8 октября 2021 состоялся релиз шестого студийного альбома Encore. 22 октября вышел клип на Driving Through The Night ., 4 декабря - на Waterfalls.
25 февраля 2022 в официальном Инстаграм группы было опубликовано заявление об уходе Трийну из группы.
4 марта состоялась премьера клипа на трек Encore, в котором группа появилась в составе уже из 3 человек.
2 сентября состоялся первый за 13 лет концерт группы в Telliskivi Kvartal. Во время исполнения No regrets к Пирет, Ленне и Катрин присоединилась ушедшая из группы Трийну.

## Состав
- Пирет Ярвис (2002—2008, 2020—) (вокал, гитара)
- Ленна Куурмаа (2002—2008, 2020—) (вокал, гитара)
- Катрин Сиска (2002—2008, 2020—) (клавишные)

Бывшие участницы
- Трийну Кивилаан (2004—2005, 2020—2022) (вокал, бас-гитара)
- Маарья Киви (2002—2004) (вокал, бас-гитара)

## Награды
- Ежегодная премия эстонской поп-музыки (Eesti Popmuusika Aastaauhinnad):
  - Специальный приз: лучшие кассовые сборы среди поп-групп (2003)[26]
  - Лучший промоутер поп-музыки Рене Меристэ (агент) за международный успех группы Vanilla Ninja (2004)[27]
  - Радиохит: «Tough Enough»(2006)[28]

## Дискография

### Альбомы
- Vanilla Ninja (2003)
- Traces of Sadness (2004)
- Blue Tattoo (2005)
- Best of (2005)
- Love is War (2006)
- Encore (2021)

### Синглы
- Club Kung Fu (2003)
- Tough Enough (2004)
- Don’t Go Too Fast (2004)
- Liar (2004)
- When the Indians Cry (2004)
- Blue Tattoo (2004)
- I Know (2005)
- Cool Vibes (2005)
- Megamix (2005)
- Dangerzone (2006)
- Rockstarz (2006)
- Insane in vain (2007)
- Crashing Through The Doors (2008)
- Gotta Get It Right (2021)
- No regrets (2021)
- The reason is you (2021)
- Incredible (2021)